# 명암비

다양한 백라이트 디밍 기술. 디밍 기술은 디스플레이의 명암비에 극적인 영향을 줄 수 있다.

명암비(明暗比, contrast ratio, CR)는 시스템이 만들 수 있는 가장 밝은 색(3.58 MHZ)의 휘도의 비율로 정의되는 디스플레이 시스템의 속성이다. 높은 명암비는 모든 디스플레이에서 수행하고자 하는 단면으로 볼 수 있다. 다이내믹 레인지와 유사성이 있다.
시스템 전반이나 일부의 명암비를 측정하기 위한 공식적인 표준 방식은 존재하지 않으며 표준화 기관에서 수용하는 명암비를 정의하는 표준도 존재하지 않기 때문에 디스플레이 장치를 제조하는 각기 다른 업체들이 제공하는 등급은 측정 방식, 동작, 언급되지 않은 변수들의 차이로 인해 서로 비교가 불가능하다.

## 같이 보기
- 콘트라스트